# Ceratina malindiae
Ceratina malindiae là một loài Hymenoptera trong họ Apidae. Loài này được Daly mô tả khoa học năm 1988.